# 西里西亞公國
西里西亞公國（波蘭語：Księstwo śląskie），波蘭歷史上的一個公國，由皮雅斯特王朝的西里西亞分支統治。該公國剛建立時領土範圍包括奥得河的上游和中游。